# Avranches
Avranches là một xã trong tỉnh Manche, thuộc vùng hành chính Normandie của nước Pháp, có dân số là 9226 người (thời điểm 1999).

## Nhân khẩu học
| 1962  | 1968  | 1975   | 1982  | 1990  | 1999  |
| ----- | ----- | ------ | ----- | ----- | ----- |
| 8.854 | 9.775 | 10 136 | 9.468 | 8.638 | 8.500 |

## Các thành phố kết nghĩa
- Korbach, Đức